# Nagy büdöske
A nagy büdöske (Tagetes erecta) a fészkesvirágzatúak (Asterales) rendjébe és az őszirózsafélék (Asteraceae) családjába tartozó faj.

## Előfordulása
A nagy büdöske eredeti előfordulási területe Mexikó. Vadonnövő állományai México, Puebla és Veracruz államokban találhatók. A vadon növő növényt még az aztékok is gyűjtötték orvoslási és szertartási célokra; továbbá termesztették is.
Manapság világszerte közkedvelt kerti virág, parkokban dísznövényként ültetik.

## Megjelenése
Ez a növényfaj 50-100 centiméter magasra nő meg. A virágai a termesztése során igen változatossá váltak.

### Fordítás
- Ez a szócikk részben vagy egészben  a   Tagetes erecta című angol Wikipédia-szócikk ezen változatának fordításán alapul.  Az eredeti cikk szerkesztőit annak laptörténete sorolja fel. Ez a jelzés csupán a megfogalmazás eredetét és a szerzői jogokat jelzi, nem szolgál a cikkben szereplő információk forrásmegjelöléseként.